# Ceuthomantis cavernibardus
Ceuthomantis cavernibardus е вид жаба от семейство Ceuthomantidae.

## Разпространение и местообитание
Видът е разпространен във Венецуела.
Обитава гористи местности, планини, възвишения, пещери и плата в райони с тропически и субтропичен климат.